# Бари, Джуди
Джу́дит Беатри́с «Джу́ди» Ба́ри (англ. Judith Beatrice «Judi» Bari; 7 ноября 1949, Силвер-Спринг, Мэриленд — 2 марта 1997, рядом с Уиллитс, Калифорния) — американская активистка, анархо-синдикалистка, феминистка.

## Биография
Американский эколог и профсоюзный лидер (член синдикалистской организации Индустриальные рабочие мира), феминистка, одна из лидеров радикальной экологической организации «Earth First!», защитница древних Калифорнийских лесов в 1980-х и 90-х гг.
Бари родилась в населённом пункте Силвер-Спринг, в штате Мэриленд. Дочь математика Рут Ааронсон Бари, сестра научного журналиста Джины Колата (The New York Times). Она окончила колледж.
Джуди переехала в Сонома-Каунти, в Калифорнию, и, не найдя работу, включилась в политическую борьбу против политики США в Центральной Америке.
Позже, переехав в район Уилиттис, она присоединилась к «Earth First!» и начала организовывать протесты против вырубки реликтовых деревьев. Её действия были расценены как угроза лесной промышленности США.
24 мая 1990 года в Окленде, штат Калифорния, в автомобиль Бари и Дэррил Черни была подложена бомба. Бари была тяжело ранена. ФБР арестовала Бари якобы за перевозку взрывчатых веществ, в то время как она была ещё в критическом состоянии.
2 марта 1997 года Джудит Беатрис (Джуди Бари) умерла от рака груди.